# Christer Wallin
Christer Wallin (n. 17 iunie 1969, Timrå, Comitatul Västernorrland, Suedia) este un înotător suedez, medaliat olimpic. A participat la 3 ediții ale Jocurilor Olimpice (1988, 1992, 1996) în care a câștigat două medalii de argint.